# Christoph Schmid
Christoph Schmid (Johann Christoph Friedrich von Schmid), nemški duhovnik in popularni mladinski pisatelj, * 15. avgust 1768, Dinkelsbühl, † 3. september 1854, Augsburg.
Po njem slovensko poljudno mladinsko literaturo 19. stoletja imenujemo krištofšmidovska povest.

## Življenje
Rodil se je v ugledni uradniški družini Friedrichu Schmidu in Theresi Hartel, zaposlenih nemškemu viteškem redu. V Dinkelsbühlu je obiskoval osnovno šolo, nato so ga zasebno poučevali v samostanu, dve leti je obiskoval katoliško šolo, gimnazijo pa je dokončal v Dillingenu.
Deloval je kot učitelj v premožni družini, s čimer se je začel počasi razvijati njegov talent za poučevanje in pripovedovanje. Odločil se je za poklic duhovnika in se vpisal na škofovsko univerzo v Dillingtonu. Zelo pomemben vpliv nanj je imel profesor in njegov dolgoletni prijatelj Johann Michael Sailer.
Leta 1791 je Christoph Schmid prejel mašniško posvečenje v duhovnika in tako je lahko začel delati kot župnikov pomočnik v okrožju Nassenbeurna, kjer naj bi napisal pesem Ihr Kinderlein kommet. Leto kasneje je bil imenovan za kaplana v Seegu. Leta 1796 je v Thannhausnu prejel službo beneficija in direktorja šole. Šele leta 1816 je postal pastor v Ulmu, kjer je deloval do leta 1827. Istega leta je postal kanonik v Augsburgu in administrator šolskega sistema. Njegov 80. rojstni dan je bil javen praznik v Augsburgu in istega leta je s strani univerze v Pragi prejel uraden naslov doktorja teologije. 
3. septembra 1854 je Christoph von Schmid umrl zaradi kolere.

## Dela
- 1801-1807 Biblische Geschichte für Kinder (Gosp. Krishtofa Schmida, korarja avgustanskiga, Sgodbe svétiga písma sa mlade ljudí: okrajshane is Nemshkiga prestavljene, 1830 (COBISS) (1846, 1860, 1861))
- Das Gottbüchlein
- 1816 Die Ostereyer (Pirhi, 1888 (COBISS) (1908))
- 1810 Genovefa (Genovefa: povést is starih zhasov sa vse dôbre ljudí, slasti pa sa matere in otrôke, 1841 (COBISS) (1847, 1857, 1879, 1918, 1925))
- 1821 Hirlanda, Herzogin von Bretagne oder der Sieg der Tugend und Unschuld (Hirlanda bretanjska vojvodnja ali Zmaga čednosti in nedolžnosti: naukapolna povest za starost in mladost, 1851 (COBISS) (1862, 1883, 1891, 1899, 1907))
- 1823 Rosa von Tannenburg (Roza Jelodvorska: lepa podučivna in kratkočasna pripovest za mlade in odrašene ljudi, 1855 (COBISS) (1901, 1902; Cvetina Borograjska 1907, 1918))
- 1824 Das Blumenkörbchen: Eine Erzählung dem blühenden Alter gewidmet von dem Verfasser der Ostereyer (Nedolžnost preganjana in poveličana: povést iz pisęm Kristofa Šmida, 1832 (COBISS) (1880))
- 1830 Der gute Fridolin und der böse Dietrich. Eine lehrreiche Geschichte für Ältern und Kinder (Dvoje fantov: blagi Fridolin ino hudobni Briz: nekaj sa starishe ino otroke, is pisem Krishtofa Shmida, 1841 (COBISS) (Pridni Janezek in hudobni Mihec: podučna povest staršem in mladini, 1881, 1904))
- 1817 Wie Heinrich von Eichenfels zur erkenntniss Gottes kam (Kako je Heinrich prišel do božjega spoznanja)
- 1825 Der Weihnachtsabend (Sveti večer: povest v božični dar pridnim otrokom, 1866 (COBISS) (1903, 1910))
- Die kleine Lautenspielerin, Schauspiel (Igralka lutnje, drama)
- 1824-27 Lehrreiche kleine Erzählungen für Kinder (Poučne pripovedi za otroke)
- 1828 Eustachius. Eine Geschichte der christlichen Vorzeit (Evstahi: povést iz pisęm Kristofa Šmida, 1832 (COBISS) (1879, 1894))
- 1833 Kleine Schauspiele für Familienkreise (Male drame za družinski krog)
- 1841-46 Originalausgabe von letzter Hand (24 Bände) (Originalna izdaja iz zadnje roke. 24 zvezkov)
- 1853-57 Erinnerungen aus meinem Leben (Spomini iz mojega življenja)
- 1912 Spisi Krištof Šmida: poslovenjeni mladini v zabavo in poduk (COBISS)

## Priznanja
Rojstno mesto Dinkelsbühl, kot tudi mesto Thannhausen, cenijo pisateljevo ustvarjalnost tako zelo, da so mu v spomin postavili spomenik. V Thannhausnu so po njem poimenovali realko, prav tako osnovno šolo v Dinkelsbühlu. V njegovo čast so poimenovali tudi ulico v Nassenbeurnu in ulico (Christoph von Schmid Straβe) v Dillingenu.

## Krištofšmidovska povest
Po njem se imenuje slovenska poljudna mladinska literatura 19. stoletja krištofšmidovska povest. Njegovo zbrano delo je do druge svetovne vojne doživelo skoraj trideset izdaj. Na Slovenskem so njegovi zbrani spisi izšli dvakrat, posamezne priljubljene povesti pa že večkrat. Zanjo je značilna velika mera pridižnosti, ki prekriva podstat drugih žanrov: misijonske, mučeniške, zgodovinske, pustolovske povesti itd. Trije njeni poglavitni tipi so: 
- ženska svetniška povest (je komplementarna nekdanjemu viteškemu romanu, tu gre za preizkus ženske zvestobe: vitez gre v vojno, njegova žena je medtem prepuščena brezvestnemu oskrbniku, ker se mu ne vda, jo le-ta možu obdolži prešuštva. Mož jo da ubiti, vendar se krvniki usmilijo njenega življenja in po letih samotarjenja v puščavi jo mož najde in jo skesan odpelje nazaj na grad, ter obračuna z nezvestim služabnikom)
  - Genovefa
  - Zveličana Hildegarda, dvakrat po nedolžnem v smrt obsojena cesarica
  - Ita, togenburška grofinja
  - Hirlanda, bretanjska vojvodinja ali zmaga kreposti
  - Kmetica in grofica Grizelda, lep izgled potrpežljivosti in ponižnosti vsem ženam
- najdenska povest (zgodbe o najdenčkih, tudi o izgubljenih sinovih, puščavnikih, rejencih, pastorkih, ki so osamljeni na svetu in se  z muko prebijajo navzgor)
- družinska povest (ponavlja shemo družine, ki je ločena in raztepena po vsem svetu, vendar se na koncu srečno združi)